# Onze-Lieve-Vrouw-ten-Hemel-Opgenomenkerk (Voortkapel)

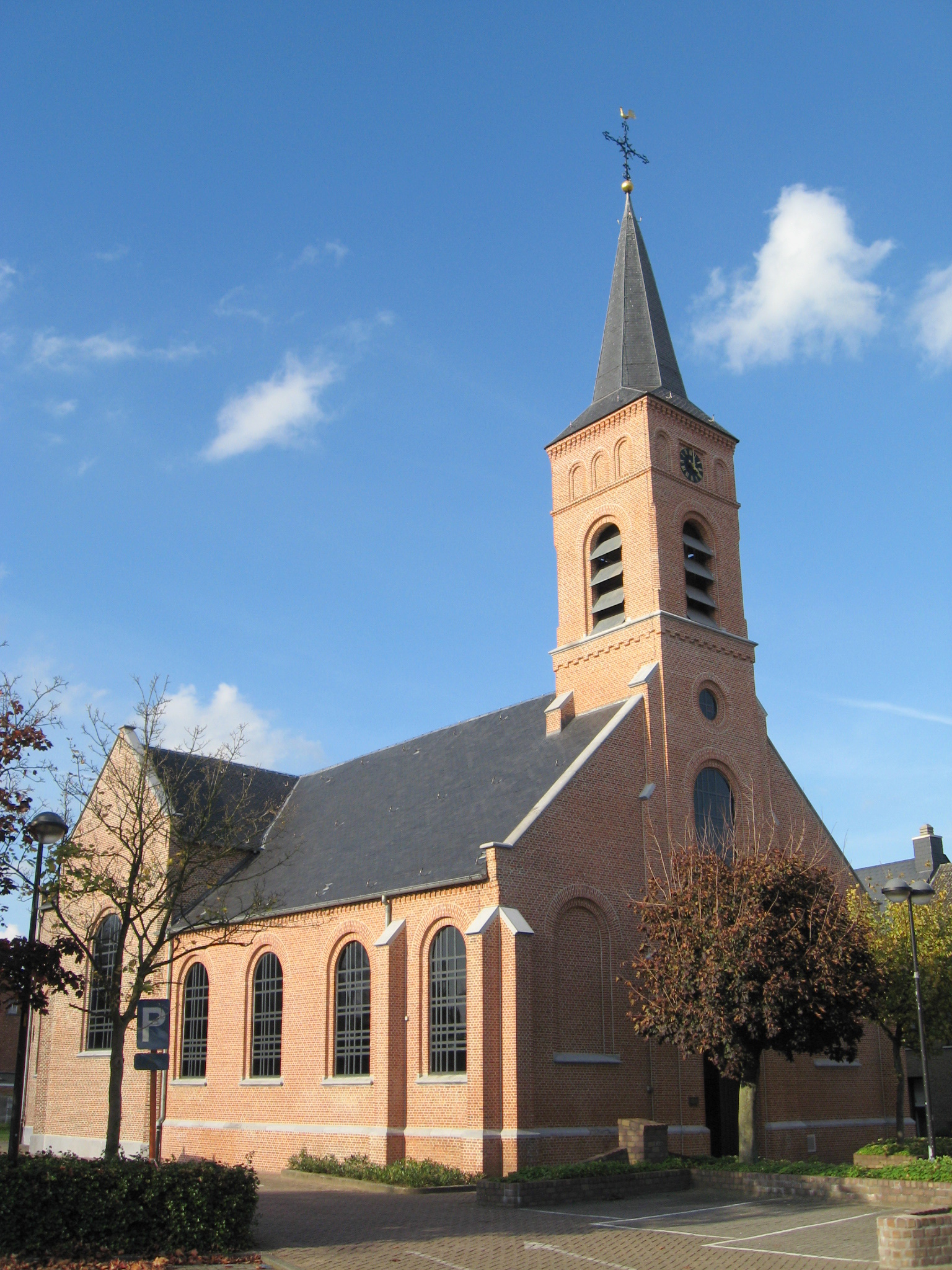
Onze-Lieve-Vrouw-ten-Hemel-Opgenomenkerk

De Onze-Lieve-Vrouw-ten-Hemel-Opgenomenkerk is de parochiekerk van de tot de Antwerpse gemeente Westerlo behorende plaats Voortkapel, gelegen aan het Kapelplein.

## Geschiedenis
In 1598 zou voor het eerst in schriftelijke documenten sprake zijn van een kapel in Voortkapel, gewijd aan Onze-Lieve-Vrouw ter Voort. Deze kapel zou een eerdere kapel, die verwoest was, vervangen.
In 1842 werd de kapel verheven tot bijkerk en vergroot naar ontwerp van Ferdinand Berckmans. In 1862 werd de kapel nogmaals -ingrijpend- vergroot naar ontwerp van Johan Van Gastel. Hierbij werd de oriëntatie omgekeerd, waarbij het oorspronkelijke westportaal met het schip omgevormd werd tot koor. Het koor werd gesloopt en daarvoor in de plaats kwam een driebeukig schip.

## Gebouw
Het betreft een naar het westen georiënteerde kruiskerk met pseudotransept en ingebouwde toren. Deze heeft drie geledingen. De bouwstijl is historiserend met neoromaanse stijlelementen. Het koor is vlak afgesloten.
De kerk bezit enkele schilderijen uit de 17e en 18e eeuw, zoals: Johannes de Doper, Sint-Sebastiaan, Sint-Lucia en een Piëta. Ook zijn er enkele beelden zoals een 16e-eeuws kruisbeeld, een 17e eeuws beeld Onze-Lieve-Vrouw Onbevlekt Ontvangen, 18e-eeuwse medaillons van de heiligen Franciscus, Ambrosius en Augustinus, en een allegorie van het Geloof, eveneens 18e-eeuws.
Het kerkmeubilair is 19e-eeuws.